# Carrión de Calatrava
Carrión de Calatrava es un municipio y localidad española de la provincia de Ciudad Real, en la comunidad autónoma de Castilla-La Mancha. Perteneciente a la comarca manchega del Campo de Calatrava, cuenta con una población de 3233 habitantes (INE 2024).

## Geografía
Integrado en la comarca de Campo de Calatrava, se sitúa a 10 kilómetros de la capital provincial. El término municipal está atravesado por la autovía del Guadiana (A-43), por la carretera N-430, que comparte trayecto con la N-420 entre Ciudad Real y Daimiel, por la carretera local CR-211, que se dirige a Fernán Caballero, y por la carretera local CR-511, que se dirige a Almagro. 
Limita con los términos de Fernán Caballero al norte, Miguelturra al noroeste, Torralba de Calatrava al este, Almagro y Miguelturra al sur, y Ciudad Real al oeste. 
El término municipal tiene una superficie de 95,77 km². La topografía de Carrión de Calatrava muestra un municipio con un relieve predominantemente llano, con un morfología compuesta con pequeños cerros de altitud modesta, que dan como resultado suaves ondulaciones en el relieve. Las pendientes tienden a desaparecer en la zona donde se localiza el núcleo urbano del municipio y al paso del río Guadiana. La mayor altura del municipio se registra en el cerro del Erazo (687 metros), situado al sur. 
El territorio se encuadra en la cuenca hidrográfica del Guadiana, principal río que circula por el municipio de Carrión de Calatrava, además de sus afluentes, el arroyo de Valdecañas y el arroyo Pellejero. También encontramos, a nivel de aguas superficiales, la laguna de Romaní. El río Guadiana forma frontera con el municipio de Fernán Caballero en dirección este-oeste y está regulado por el embalse de El Vicario situado en la línea divisoria con Ciudad Real. La altitud oscila entre los 687 metros (cerro del Erazo) y los 600 metros a orillas del Guadiana. El pueblo se alza a 615 metros sobre el nivel del mar. 
| Noroeste: Miguelturra (exclave) | Norte: Miguelturra (exclave) y Fernán Caballero | Noreste: Torralba de Calatrava |
| Oeste: Ciudad Real              |                                                 | Este: Torralba de Calatrava    |
| Suroeste: Miguelturra           | Sur: Almagro                                    | Sureste: Torralba de Calatrava |

### Flora, fauna y caza
La flora más típica de la localidad son los matorrales, cereales, el olivo y la vid.
Respecto a la fauna se podría decir, que la perdiz, codorniz, tórtola, paloma, conejo, liebre y zorro son las especies más comunes. La actividad de caza es la misma que en los pueblos colindantes (caza menor).

## Historia

### Edad Media
Son escasas las noticias escritas sobre Carrión en la Edad Media, por lo que es difícil establecer su origen y evolución hasta el siglo XV. Lo que es incuestionable es que la historia de Carrión de Calatrava está unida a la del Qal'at-Rabat (nombre musulmán de Calatrava) y después a la Orden Militar de Calatrava, que aquí funda Raimundo de Fitero. Se puede situar el origen de Carrión como una aldea de la gran ciudad de Qal'at-Rabat y considerarla habitada ya en el siglo IX. La proximidad a Calatrava y a los caminos que por ella discurrían, favorecía su desarrollo. La despoblación de Oreto, que favoreció el auge de Calatrava, pudo afectar también a Carrión de forma positiva. La conquista cristiana de Calatrava por Alfonso VII en 1147 y la posterior fundación de la Orden de Calatrava en ella influyeron en el crecimiento y repoblación de Carrión. Según las crónicas, Raimundo de Fitero trajo gran número de repobladores a Calatrava y algunos de éstos se establecerían en Carrión. Posiblemente de esta repoblación naciera el nombre, dado por repobladores procedentes del valle del río Carrión, en la actual provincia de Palencia. Así se iría constituyendo Carrión como aldea o lugar independiente de la ciudad de Calatrava, pero siempre dependiente de la Orden de Calatrava, aunque no sujeta a ninguna encomienda. El traslado del convento y cabecera de la Orden a Calatrava la Nueva en 1217 influyó en el crecimiento de Carrión, porque Calatrava la Vieja se fue despoblando paulatinamente y sus habitantes engrosarían la población de los lugares próximos.
Por la carta puebla de Miguelturra que cita como colindante a Carrión, puede asegurarse que Carrión tiene ya formado su término en el siglo XIII. Calatrava la Vieja quedó como una encomienda más de la Orden (1296) y sus comendadores tenían en ella su asiento y casa. Pero como continuó la despoblación a lo largo del siglo XIV, la encomienda trasladó sus casas principales al Turrillo (un poblado desaparecido) a finales del siglo XIV o principios del siglo XV, como lo atestiguan las visitas de los visitadores de la Orden. Entretanto, Carrión seguía creciendo y conformándose como villa independiente. Pero en la segunda mitad del siglo XV, el Turrillo se despobló también, sin que sepamos las causas, y la mayor parte de sus pobladores pasaron a Carrión, engrosando su población. Con motivo de estos hechos se produjo un hecho trascendental para la villa. El concejo de Carrión solicitó de la Orden el término del Turrillo y en 1488 el último maestre fray Garci López de Padilla dio el dicho término "a censo infintiosin...para siempre jamás" para que lo cultivaran los vecinos por la renta anual de 20 000 maravedíes.

### Edad Moderna
Es ahora, finales del siglo XV y principios del XVI, cuando se construye la iglesia parroquial de Santiago. La despoblación del Turrillo motivó también que el comendador de Calatrava la Vieja comprara y edificara casa en Carrión a principios del siglo XVI, a lo que se opuso la villa (se conserva copia del pleito entre la villa de Carrión y el comendador por este motivo). La casa se acabó construyendo y con el tiempo la encomienda pasó a llamarse de "Calatrava la Vieja y Carrión".
Por la escritura de donación del Turrillo sabemos que Carrión era villa en ese año de 1488 y debía serlo ya años antes atrás. El concejo de la villa tenía su regimiento formado por dos alcaldes, dos regidores, el procurador del común, el alguacil y otros oficiales. Los alcaldes eran dos, uno por el estado noble y otro por los "pecheros" o estado llano. Su mandato duraba un año y se elegían por el día de San Miguel. Estos alcaldes tenían jurisdicción, es decir administraban justicia en primera instancia, una prerrogativa muy apreciada en aquella época. A lo largo del siglo XVI continuó el crecimiento de la villa de Carrión, hasta alcanzar los 440 vecinos (cerca de 2000 habitantes), y se fundó un convento de franciscanos. Fuente histórica para conocer este periodo son las Relaciones de Felipe II. Es un cuestionario contestado por el Concejo de Carrión y cuyas respuestas contienen datos relacionados con todos los aspectos de la vida del pueblo, como gobierno, religiosidad, cultivos, caza, pesca, ermitas y población. Otro hecho marcó la vida de la villa de Carrión en este periodo. A finales del siglo, Felipe II retiró la jurisdicción a las villas del Campo de Calatrava, pero más tarde les dio la posibilidad de recuperarla pagando un "servicio" pecuniario a la hacienda real. Carrión que quería recuperar la jurisdicción y no disponía de recursos para pagar el "servicio", pidió préstamos por varios millones de maravedíes y recuperó la jurisdicción, pero hipotecando bienes de "propios" y la misma jurisdicción. Como pagaba los préstamos se produjeron infinidad de reclamaciones y pleitos, con los consiguientes gastos añadidos, que terminaron con la pérdida de los propios y la jurisdicción, que pasaron a los poseedores del patronato de Juan Diego de Molina de Almagro
La población de Carrión decayó en el siglo XVII, recuperándose en el siglo XVIII, época conocida por el Catastro de Ensenada.

### Edad Contemporánea
En el siglo XIX se produce la abolición de los derechos señoriales y la desamortización de los bienes de la Encomienda de Calatrava, las tierras pertenecientes a cofradías y patronatos, que por subasta pasan a propiedad privada. El final del siglo XIX y el inicio del XX es época de prosperidad en Carrión. Crece la población, aumentan los cultivos, sobre todo la viña. La producción y comercialización del vino es la principal riqueza. El gran número de bodegas corrobora lo dicho. Crece el núcleo urbano con nuevas calles y manzanas de viviendas, que acogen a trabajadores llegados de otros pueblos. El aumento sigue hasta mediado el siglo XX, en que Carrión alcanza los 5000 habitantes. A partir de 1950 y sobre todo en la década de 1960 a 1970 se produjo una caída de la población motivada por la mecanización en el campo y la consiguiente emigración a otras regiones (País Vasco, Madrid, Valencia y Cataluña). Después la población quedó estabilizada en unos 2500 habitantes. En el último cuarto del siglo XX la vida de Carrión progresa y cambia en el plano urbanístico y económico. Red de agua potable, saneamiento, acerado y asfaltado de calles, delimitación del suelo urbano, circunvalación, colegios, polideportivo, apertura de nuevas calles y barrios definen su progreso urbanístico. En el terreno económico los cambios son espectaculares. De un pueblo tradicionalmente agrícola hemos pasado a una ocupación predominante en el sector servicios. La proximidad a la capital ha influido decisivamente en ello. La agricultura —cereales, vid y olivo— se mantiene, pero son contadas las familias dedicadas exclusivamente a ella.

## Demografía
Carrión de Calatrava cuenta con una población de 3233 habitantes (INE 2024).
| Gráfica de evolución demográfica de Carrión de Calatrava entre 1842 y 2021                                                                                   |
| |
| Población de derecho según los censos de población del INE Población de hecho según los censos de población del INEEn este censo se denominaba Carrión: 1842 |

## Patrimonio

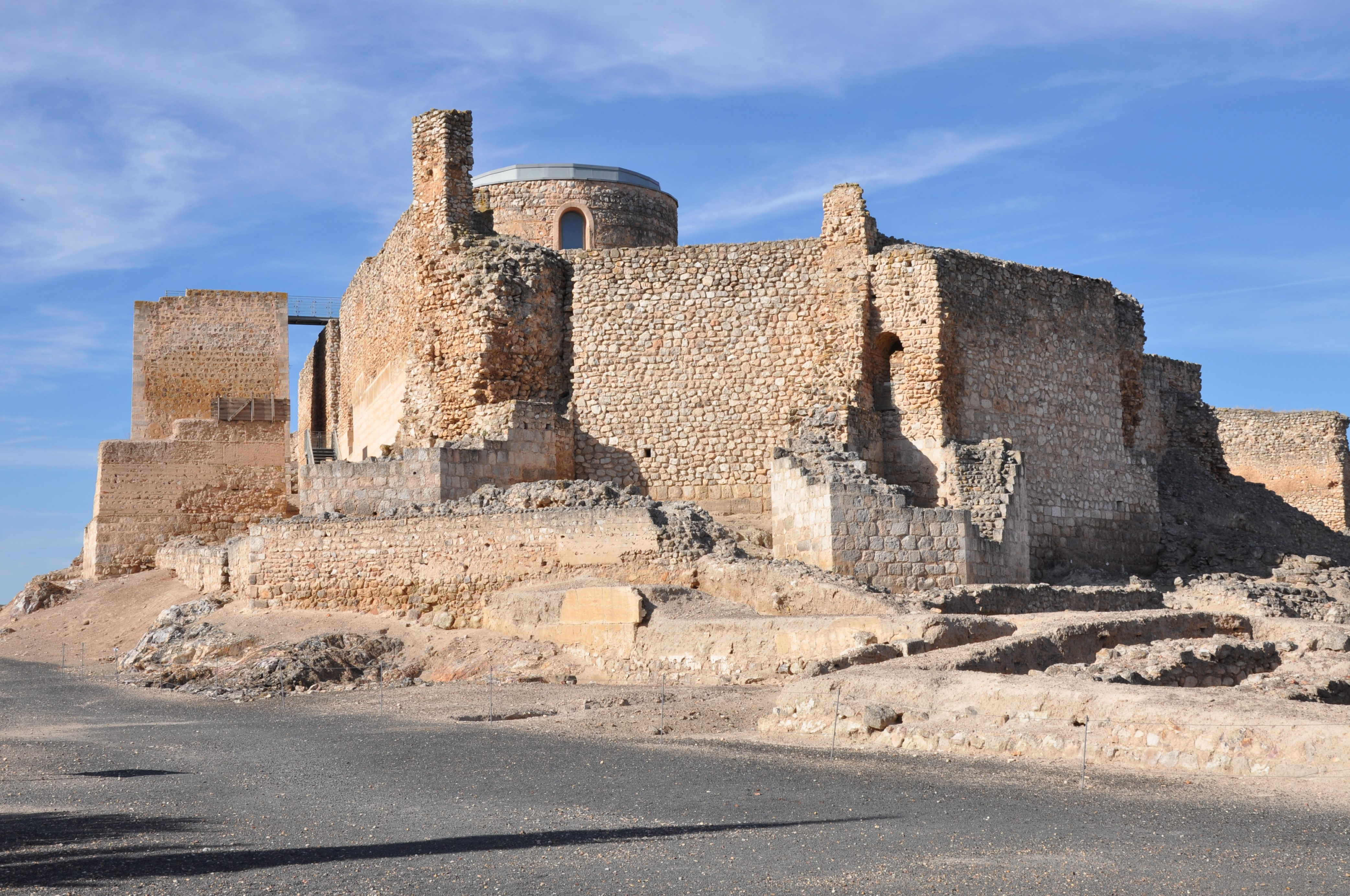
Calatrava la Vieja

- Calatrava la vieja: Al norte del término municipal, junto al río Guadiana, se localiza este yacimiento arqueológico. Durante el período islámico fue la ciudad más importante entre Toledo y Córdoba. Tras su paso a manos cristianas (siglo XII) fue el lugar de origen de la Orden de Calatrava (1158). En la actualidad forma parte del parque arqueológico Alarcos-Calatrava. En el castillo de Calatrava la Vieja se encontraba la imagen de la Virgen de los Martiles; durante la guerra civil se deterioró y tras el fin de la contienda se llevó al Museo del Prado para su restauración.

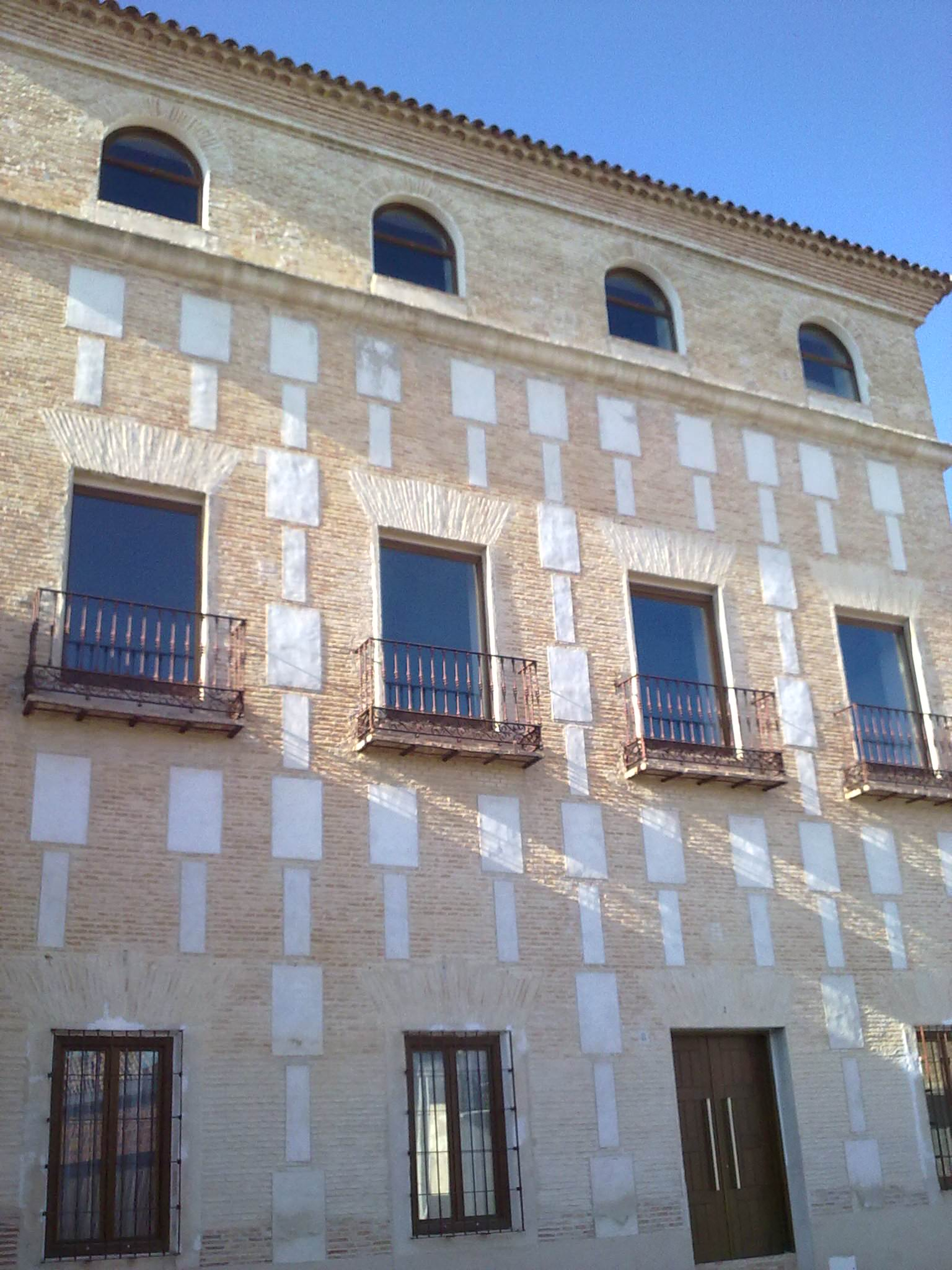
Torreón de Carrión de Calatrava

- Torreón: Cerca del centro de la población se encuentra una casa típica de finales del siglo XVIII. Esta construcción data de finales del siglo XVIII. Fue edificado para casa solariega de los condes de Carrión. En el siglo XIX pasó su propiedad a la familia Zaldívar. El edificio principal tiene forma cuadrangular. Posee tres plantas y sus paramentos de fachada son de magnífico aparejo toledano. En el interior del solar existe otro edificio singularísimo, también de tres plantas. La primera planta - semisótano - se compone de dos crujías a base de bóvedas de crucero, construidas con ladrillo de adobe y enfoscadas con argamasa de cal y arena. Pudo utilizarse como bodega. La segunda planta es de características similares a la anterior en muros y bóvedas. Sería almacén para lanas y otros productos agrícolas. La planta superior era un espacio diáfano dedicado a granero. Era conocido como "el camarón". Estos edificios han sido utilizados para diversos usos. Ahora se están restaurando y se proyectan como edificios para uso cultural..
- Iglesia de Santiago Apóstol: Este edificio religioso data de finales del siglo XV y principios del siglo XVI. Alberga una sola y gran nave compuesta de dos partes claramente diferenciadas, la primera de traza gótica en presbiterio y cabecera con ábside dodecagonal en su bóveda y una segunda con bóveda de medio cañón con lunetos. En el interior se encuentra la imagen de Nuestra Sra. de los Mártires perteneciente al siglo XII y de transición del románico al gótico en alabastro policromado. La talla del Cristo Crucificado; "El Cristo del Perdón", realizada en madera, es otra de las esculturas que hay dentro del templo en el que también se conservan restos de pinturas murales del siglo XVI y una cruz franciscana policromada. Antes de cubrir las paredes de yeso contaba con pinturas murales en las paredes.
- Santuario de la Encarnación: Es un edificio de origen musulmán, con unos mil años de antigüedad. Debió ser una mezquita en época musulmana como lo atestigua un arco de herradura con alfiz situado en la fachada norte de la iglesia del santuario. Sobre esta mezquita se erigió la primitiva capilla de Nuestra Señora de los Mártires y a su alrededor un cementerio donde reposaban los restos de los calatravos muertos tras la batalla de Alarcos. Ya en el siglo XIX el santuario se completa con los edificios actuales. Es un edificio de claro sabor manchego muy cuidado y querido por los carrioneros. A su alrededor, arboledas, servicios, barbacoas, bar, facilitan la estancia en romerías y días de campo.
- Baños medicinales Los Hervideros: Se sitúan a unos 3 km de la población, en la carretera que une Carrión con Fernán Caballero, cerca del paraje conocido como "La Dehesa". Sus orígenes parecen haber sido romanos. Actualmente se han reformado. Sus aguas tenían efectos curativos para enfermedades de la piel.

## Economía
En esta localidad existen unas bodegas que elaboran uno de los caldos más interesantes del panorama enológico actual de La Mancha. Se trata de Bodegas Naranjo, fundadas en 1898 por don Gaspar Naranjo Coello, y productores del vino Viña Cuerva en sus distintas maduraciones, Crianza, Reserva y Gran Reserva así como en sus distintas mezclas de variedades, Merlot, Tempranillo, Blanco Airén, Macabeo.

## Cultura

### Fiestas
La Virgen de la Encarnación es la patrona de Carrión. Las fiestas se celebran en Semana Santa, comienzan el Sábado Santo y se prolongan hasta el siguiente sábado. Hay eventos culturales y deportivos, además de los actos religiosos en honor a la patrona. El Domingo de Resurrección conocido como Domingo de Virgen, la virgen es desplazada a hombros desde la ermita hasta el pueblo, que están separados por una distancia de unos 5,6 km. 40 días después se celebra la romería donde la virgen vuelve a la ermita.
En verano se celebran otras fiestas, con menor repercusión devota que las primeras en honor a Santiago Apóstol, el 25 de julio.